# Ceba marina autumnal
La ceba marina autumnal (Prospero autumnale) és una espècie de planta amb flors del gènere Prospero dins la família de les asparagàcies (Asparagaceae).
Addicionalment pot rebre els noms de escil·la autumnal, escil·la tardoral i pinya lila autumnal.

## Descripció
És una planta amb bulb de 2-3 x 1,5-2,5 cm, ovoide o esfèric. L'escap dit de la tija o peduncle florífer fa uns 5-30 cm i és afil·le (sense fulles). Presenten de 5 a 10 fulles linears, canaliculades, totes basals d'1 a 4 mm d'amplada. Les inflorescències en llarg raïm tenen de 8 a 20 flors, les bràctees florals són nul·les o molt reduïdes. Presenten un Periant estrellat. Tèpals de 4-5 x 1,5-2 mm, d'oblongs (allargats) a estretament el·líptics, aguts, blau-violetes, violetes o blancs, amb nervi mitjà violaci o blau intens. Estams de (2,5 -) 3-4 mm; anteres blau fosc. Estil d'1,5-2 mm. Càpsules de 3-4 mm de diàmetre, globoses. Floreix d'agost a octubre.

## Taxonomia

### Sinònims
Els següents noms científics són sinònims de Prospero autumnale:
- Sinònims homotípics

- Anthericum autumnale (L.) Scop.
- Genlisa autumnalis (L.) Raf.
- Hyacinthus autumnalis (L.) E.H.L.Krause
- Ornithogalum autumnale (L.) Lam.
- Scilla autumnalis L.
- Stellaris autumnalis (L.) Bubani
- Urginea autumnalis (L.) El-Gadi

- Sinònims heterotípics

- Prospero cyrenaicum (Pamp.) Speta
- Prospero holzmannium (Heldr.) Speta
- Prospero pulchellum (Munby) Speta
- Prospero scythicum (Kleopow) Speta
- Scilla autumnalis f. albiflora 1Pamp.
- Scilla autumnalis var. cyrenaica Pamp.
- Scilla autumnalis f. dumetorum 1Baker
- Scilla autumnalis var. gallica (Tod.) Nyman
- Scilla autumnalis var. gracillima Batt.
- Scilla autumnalis subsp. latifolia Iatroú & Kit Tan
- Scilla autumnalis var. longipes Batt.
- Scilla autumnalis var. pulchella (Munby) Batt.
- Scilla autumnalis lusus purpurascens Priszter
- Scilla autumnalis var. racemosa (Balansa ex Baker) Asch. & Graebn.
- Scilla cyrenaica (Pamp.) Bartolo, Brullo, Pavone & Terrasi
- Scilla dumetorum Balansa ex Baker
- Scilla gallica Tod.
- Scilla holzmannia Heldr.
- Scilla longipes Batt.
- Scilla pulchella Munby
- Scilla racemosa Balansa ex Baker
- Scilla scythica Kleopow